# Каролина Клифт
Каролина Клифт (швед. Carolina Klüft; Борос, 2. фебруар 1983) је шведска атлетичарка која се такмичи у седмобоју. Некад наступа и у дисциплини скок удаљ.
Са своје 23 године, већ је освојила све могуће титуле у седмобоју: Првенство Европе 2002. (3 недеље раније, освојила је светско првенство за јуниорке), као и 2006, Светска првенства 2003, 2005. и 2007, злато на Олимпијским играма 2004.
На Светском првенству у атлетици 2007. постала је трећа такмичарка у историји која је постигла више од 7000 поена у седмобоју. Резултат од 7032 поена постао је нови европски рекорд.
На Олимпијским играма 2008. у Пекингу Клифтова је одустала од своје дисциплине седмобоја и такмичила се у скоку удаљ и троскоку.
У скоку удаљ била је девета са резултатом 6,49, а
У троскоку заузела је 12 место резултатом 13,97

## Рекорди
Европски рекорд у седмобоју: 7032 поена (26. августа 2007. у Осаки) :
| Дисциплина    | Резултат | Поени |
| ------------- | -------- | ----- |
| 100 м препоне | 13,15    | 1.102 |
| Скок увис     | 1,95 м   | 1.171 |
| Бацање кугле  | 14,81 м  | 848   |
| 200 м         | 23,38    | 1.041 |
| Скок удаљ     | 6,85 м-  | 1.122 |
| Бацање копља  | 47,98 м  | 821   |
| 800 м         | 2:12,56  | 927   |
| Укупно        |          | 7.032 |

## Успеси

### Летње олимпијске игре
- Летње олимпијске игре 2004. у Атини ( Грчка)
  -  Златна медаља у седмобоју

### Светска првенства у атлетици
- Светско првенство у атлетици на отвореном 2003. у Паризу ( Француска)
  -  Златна медаља у седмобоју
- Светско првенство у атлетици 2005. у Хелсинкију ( Финска)
  -  Златна медаља у седмобоју
- Светско првенство у атлетици 2007. у Осаки ( Јапан)
  -  Златна медаља у седмобоју

### Светска атлетска првенства у дворани
- Светско првенство у атлетици у дворани 2003. у Бирмингему ( Уједињено Краљевство)
  -  Златна медаља у петобоју
- Светско првенство у атлетици у дворани 2004. у Будимпешти ( Мађарска)
  -  Бронзана медаља у скоку удаљ

### Јуниорско светско првенство у атлетици
- Светско првенство у атлетици за јуниоре 2002. у Кингстону ( Јамајка)
  -  Златна медаља у седмобоју

### Европска првенства у атлетици
- Европско првенство у атлетици на отвореном 2002. у Минхену ( Немачка)
  -  Златна медаља у седмобоју
- Европско првенство у атлетици на отвореном 2006. у Гетеборгу ( Шведска)
  -  Златна медаља у седмобоју

### Европска атлетска првенства у дворани
- Европско првенство у атлетици у дворани 2002. у Бечу ( Аустралија)
  -  Бронзана медаља у петобоју
- Европско првенство у атлетици у дворани 2005. у Мадриду ( Шпанија)
  -  Златна медаља у петобоју
- Европско првенство у атлетици у дворани 2007. у Бирмингему ( Уједињено Краљевство)
  -  Златна медаља у петобоју